# Göran Printz-Påhlson
Goran Printz-Påhlson (ur. 31 marca 1931 w Hässleholm; zm. 27 lipca 2006 w Malmö) – szwedzki poeta, tłumacz i krytyk literacki, literaturoznawca na Uniwersytetach w Lund i w Cambridge.
Ukończył studia na Uniwersytecie w Lund, tam jeszcze w czasie studiów dał się poznać jako krytyk literacki i początkujący poeta. Opublikował dwa tomy poezji, oraz opracował studium modernistycznej poezji szwedzkiej. W 1961 wyjechał do Stanów Zjednoczonych, gdzie otrzymał stanowisko wykładowcy literatury skandynawskiej na Uniwersytetach Harvarda i Kalifornijskim w Berkeley. W 1964 przeniósł się na Uniwersytet w Cambridge, gdzie przez 34 lata piastował stanowisko wykładowcy literatury szwedzkiej. W latach 1982–1989 był kierownikiem katedry skandynawistyki. Przez cały czas utrzymywał żywe kontakty z ojczyzną udzielając się jako krytyk literacki i tłumacz. W Szwecji też publikował swoje utwory. W 1998 powrócił do Szwecji, gdzie zmarł w 2006.
Pracował dydaktycznie jako wykładowca, a także jako tłumacz z angielskiego na szwedzki. Tłumaczył dzieła angielskich i amerykańskich pisarzy m.in. twórczość Johna Ashbery, Paula Goodmana, Marshalla McLuhana.
Pierwszy zbiór poezji Printz-Påhlsona ukazał się w 1955.

## Twórczość
- Resan mellan poesi och poesi 1955 (Podróż między poezją a poezją);
- Dikter för ett barn i vår tid 1956 (Wiersze dla dzieci naszych czasów);
- Solen i spegeln 1958 (Słońce w lustrze);
- Appendix till solen i spegeln 1960 (Dodatek do słońca w lustrze);
- Gradiva och andra dikter 1966 (Gradiva i inne wiersze);
- Slutna världar, öppen rymd 1971 (Zamknięte światy, otwarta przestrzeń);
- Förtroendekrisen 1971 (Kryzys zaufania);
- Göran Printz-Påhlson 1980;
- Säg minns du skeppet Refanut? 1984 (Powiedz czy pamiętasz Refanut?);
- När jag var prins utav Arkadien 1995 (Kiedy byłem księciem Arkadii).